# Albuca zebrina
Albuca zebrina ist eine Pflanzenart der Gattung Albuca in der Familie der Spargelgewächse (Asparagaceae). Das Artepitheton zebrina stammt aus dem Lateinischen, bedeutet ‚gestreift‘ und verweist auf die quergebänderten Blattbasen der Art.

## Beschreibung
Albuca zebrina ist ein zwergiger, einzeln wachsender Geophyt. Seine kugelförmigen Zwiebeln weisen einen Durchmesser von bis zu 2 Zentimeter auf und sind ebenso hoch. Die Zwiebelschuppen sind fleischig. Die äußeren Schuppen sind trocken und dunkel. Das einzelne, aufrechte Laubblatt erscheint mit den Blüten. Seine linealische Blattspreite ist bis zu 14 Zentimeter lang. Die Scheiden an der Basis weisen dunkle Querbänder auf.
Der rispige,  bis zu zehnblütige Blütenstand erreicht eine Länge von bis zu 20 Zentimeter. Die linealisch-eiförmigen, zugespitzten Brakteen sind 1 Zentimeter lang. Die Blütenhülle weist eine Länge von 1 Zentimeter auf. Ihre elliptischen Perigonblätter sind 10 Millimeter lang. Die pfriemlichen Staubfäden sind winzig rau. Der Fruchtknoten ist länglich und 4 Millimeter lang. Die Blütezeit ist der Frühling.
Über die Früchte und Samen ist nichts bekannt.

## Systematik und Verbreitung
Albuca zebrina ist in der südafrikanischen Provinz Nordkap in der Sukkulenten-Karoo verbreitet.
Die Erstbeschreibung durch John Gilbert Baker wurde 1903 veröffentlicht.
Synonyme sind Ornithogalum zebrinum (Baker) Oberm. (1978) und Coilonox zebrinum (Baker) Speta (2001).

## Nachweise